# Saint-Benoît-Labre
Saint-Benoît-Labre è un comune del Canada, situato nella provincia del Québec, nella regione di Chaudière-Appalaches.